# Repetent
Ein Repetent, auch Repetitor (von lateinisch repetere = wiederholen, zum zweiten Mal tun), ist die Bezeichnung eines Dozenten an unterschiedlichen Einrichtungen.

## Kolleg
Ein Repetent an einem Kolleg ist ein fortgeschrittener Studierender, Gehilfe oder bereits Graduierter an einer Unterrichtsanstalt, der die in den Kollegien vorgetragenen Lehrgegenstände mit den jüngeren Schülern bzw. Studenten wiederholt.

## Repetenten an Theologenkonvikten
In theologischen Ausbildungsstätten wie Theologenkonvikten, Kollegien und Priesterseminaren sind Repetenten bereits Graduierte, die als Seminardozenten tätig sind. Im Bereich der römisch-katholischen Kirche haben diese bereits die Priesterweihe. Im evangelischen Bereich sind theologische Repetenten in der Regel jüngere ordinierte Geistliche, zum Beispiel am Evangelischen Seminar Maulbronn und am Evangelischen Stift Tübingen.

## Maître répétiteur
In Frankreich ist Maître répétiteur (früher auch Maître d'étude oder Maître de conférences) Titel der Unterlehrer an Lyceen und dergleichen; an den Hochschulen dagegen ist Répétiteur der Titel eines examinierenden Professors.

## In Österreich
Als Repetent wird in Österreich ein Schüler bezeichnet, der eine Klasse wiederholen muss. 